# Optische Reinheit
Die optische Reinheit {\displaystyle op} (englisch optical purity) beschreibt in der Stereochemie die Zusammensetzung eines Enantiomerengemisches, also eines Gemisches von Enantiomeren (zueinander spiegelbildlicher chiraler Moleküle):
{\displaystyle op={\frac {[\alpha ]_{\text{gemessen}}}{[\alpha ]_{\text{maximal}}}}\cdot 100\,\%}
Darin ist
- [α]gemessen der spezifische Drehwinkel des chemisch reinen Enantiomerengemisches
- [α]maximal die spezifische Drehung eines reinen Enantiomers unter gleichen Messbedingungen.

Der Zahlenwert von {\displaystyle op} kann zwischen 0 und 1 liegen:
{\displaystyle 0\leq op\leq 100\,\%=1}

## „Optische Reinheit“ = Enantiomerenreinheit?
Unter der Bedingung idealen Verhaltens (keine Wechselwirkung zwischen den Enantiomeren sowie Gültigkeit des Lambert-Beerschen Gesetzes) ist die optische Reinheit gleich der Enantiomerenreinheit ee (engl. enantiomeric excess). Dies führte zu der weit verbreiteten aber falschen Einschätzung, die Begriffe optische Reinheit und Enantiomerenreinheit könnten synonym verwendet werden. Daher war die traditionelle Methode zur stereochemischen Charakterisierung von Enantiomerengemischen die Drehwert-Messung.
Da optische und Enantiomerenreinheit jedoch nicht generell äquivalent sind ({\displaystyle op\neq ee}), wendet man heutzutage zur Ermittlung der Enantiomerenreinheit von Enantiomerengemischen an:
- chromatographische Methoden (Dünnschicht-,[2][3][4][5] Gas-[6] oder Hochdruckflüssigkeitschromatographie unter Verwendung chiraler stationärer Phasen)
- spezielle NMR-Techniken.[7]

Beispiele gegen eine generelle Äquivalenz von optischer und Enantiomerenreinheit:
- Der spezifische Drehwert von enantiomerenreinem 1-Phenylethanol kann durch Verunreinigungen mit Acetophenon gesteigert werden.
- Der Zusammenhang zwischen optischer und Enantiomerenreinheit ist nichtlinear, wie Horeau 1969 zeigte: reine (S)-2-Ethyl-2-methylbernsteinsäure hat bei 22 °C einen spezifischen Drehwert von [α]D = + 4,4° (c = 15, CHCl3). Daraus berechnete Horeau einen spezifischen Drehwert von [α]D = + 2,2° (c = 15, CHCl3) für ein Gemisch aus 75 % der (S)-Form und 25 % der (R)-Form, entsprechend einem Enantiomerenüberschuss ee von 50 %. Die experimentelle Überprüfung ergab jedoch einen gemessenen spezifischen Drehwert von [α]D= + 1,6° (c = 15, CHCl3) für dieses Enantiomerengemisch, was einer optischen Reinheit von 36 % entspricht. Dieser Effekt trat nur bei der Verwendung von schwach polaren Lösungsmitteln (Methylenchlorid, Chloroform, Benzol) auf; die Diskrepanz zwischen optischer und Enantiomerenreinheit trat nicht auf, wenn polare Lösungsmittel (Ethanol, Pyridin, Acetonitril) benutzt wurden.[8]

Der Begriff Enantiomerenüberschuss ee (engl. enantiomeric excess) wurde 1971 von Morrison und Mosher geprägt. Heutzutage wird der Begriff Enantiomerenüberschuss zunehmend durch den Begriff Enantiomerenverhältnis er (engl. enantiomeric ratio) ersetzt, dabei wird ein Enantiomerengemisch charakterisiert durch das Mengenverhältnis [S]:[R] oder [R]:[S].
Mit dem gleichen Argument wird der schwammige Begriff Diastereomerenüberschuss de (engl. diastereomeric excess) zunehmend ersetzt durch den Begriff Diastereomerenverhältnis dr (engl. diastereomeric ratio).